# Papillaria trachyblasta
Papillaria trachyblasta är en bladmossart som beskrevs av C. Müller 1901. Papillaria trachyblasta ingår i släktet Papillaria och familjen Meteoriaceae. Inga underarter finns listade i Catalogue of Life.